# Abílio Beça
Abílio Augusto de Madureira Beça (Vinhais, 20 de agosto de 1856 – 1910) foi um jurista português, que atuou como deputado e governador civil.
Graduou-se em Direito pela Universidade de Coimbra, em 1880. Mais tarde foi nomeado professor do Seminário e Liceu de Bragança Em 1888 assumiu a direcção de O Brigantino e acabado este, fundou, em 1892, a Gazeta de Bragança, semanário regenerador que manteve até que faleceu. Em 1893 foi eleito presidente da comissão distrital e deputado, pela primeira vez, em 1894. Estreou-se como orador parlamentar em 11 de Outubro de 1894. Em 1896 foi eleito Presidente da Câmara de Bragança o que não chegou a assumir por incompatibilidade com outro cargo que exercia. Nesse mesmo ano fez parte da Câmara dos deputados. Em 16 de Novembro de 1899 foi eleito deputado pela 3.ª vez, pela oposição ao regime vigente. Em 6 de Julho de 1900 foi nomeado Governador Civil de Bragança e em Outubro de 1901 foi agraciado com a carta de conselheiro. Na qualidade de representante político por Bragança, por diversas vezes exigiu que devolvessem à cidade o que tiraram ou desejavam tirar. A ele se ficaram a dever, enquanto governador civil, muitas dotações pelas aldeias do distrito nomeadamente a criação de escolas. O Abade de Baçal no Vol. VIII das suas Memórias dedica-lhe seis páginas, demonstrando que foi Abílio Beça um dos mais importantes Bragançanos de sempre.

## A Linha do Tua e sua morte
Abílio Beça para sempre ficará ligado à extensão da Linha do Tua até Bragança, que serviria para retirar do isolamento a pequena cidade transmontana.
Graças ao seu empenho enquanto deputado por Bragança e Governador Civil, o governo resolve pôr em arrematação o prolongamento da linha férrea até Bragança, tendo-se iniciado os trabalhos após decisão da Câmara Municipal de Bragança. O seu destino teve tanto de macabro como de irónico pois faleceu sob as rodas de um vagão na estação de Salsas em 27 de Abril de 1910 quando tentava subir para o comboio em andamento.